# Thunbergia gossweileri
Thunbergia gossweileri är en akantusväxtart som beskrevs av Spencer Le Marchant Moore. Thunbergia gossweileri ingår i släktet thunbergior, och familjen akantusväxter. Inga underarter finns listade i Catalogue of Life.